# Agonist
Agonist je spojina, ki se selektivno veže na specifične receptorje in sproži biološki odziv v celici. Agonist na ta način posnema delovanje endogeno prisotne molekule (na primer hormona ali živčnega prenašalca), ki se veže na istovrstni receptor. Agoniste pogosto nahajamo med zdravilnimi učinkovinami. Agonist izkazuje poleg afinitete do receptorja (sposobnosti, da se nanj veže) tudi intrinzično aktivnost (povzroči biološki odgovor). Za razliko od agonista antagonist prav tako izkazuje afiniteto do receptorja, ne pa tudi intrinzične aktivnosti. Pri antagonistih zato biološki odgovor izostane.
Delni (parcialni) agonist (na primer buspiron, norklozapin ...) je molekula, ki sicer po vezavi sproži odziv v celici, vendar je le-ta manjši kot pri endogeni snovi.